# Athyrium distans
Athyrium distans är en majbräkenväxtart som först beskrevs av David Don och som fick sitt nu gällande namn av Thomas Moore.
Athyrium distans ingår i släktet Athyrium och familjen Athyriaceae. Inga underarter finns listade i Catalogue of Life.